# تجمع الرحبة (أحور)

تعديل مصدري - تعديل

تجمع الرحبة هو "تجمع بدوي" في عزلة أحور بمديرية أحور التابعة لمحافظة أبين، بلغ تعداد سكانها 67 نسمة حسب تعداد اليمن لعام 2004.